# Canton d'Abondance
Pour les articles homonymes, voir Abondance.
Le canton d'Abondance est un ancien canton français, situé dans le département de la Haute-Savoie. Le chef-lieu de canton se trouvait à Abondance. Il disparait lors du redécoupage cantonal de 2014 et les communes rejoignent le nouveau canton d'Évian-les-Bains.

## Géographie
Le canton d'Abondance se situe dans la partie Nord du département de la Haute-Savoie. Il recouvre les versants du val d'Abondance.

## Histoire administrative
Lors de l'annexion du duché de Savoie à la France révolutionnaire en 1792, la vallée d'Abondance est organisée en canton avec Notre-Dame-d'Abondance pour chef-lieu, depuis 1793, au sein du département du Mont-Blanc, dans le district de Thonon,. Ce nouveau canton comptait cinq communes : La Chapelle-d'Abondance, Châtel, Chevenoz, Notre-Dame-d'Abondance et Vacheresse, avec 4 318 habitants. Avec la réforme de 1800, le canton disparaît et les communes rejoignent le canton de Thonon, dans le nouveau département du Léman.
En 1814, puis 1815, le duché de Savoie retourne dans le giron de la maison de Savoie. Le canton français de Notre-Dame-d'Abondance devient dans la nouvelle organisation de 1816 un mandement sarde comprenant sept communes : Abondance, Bernex, La Chapelle, Châtel, Chevenoz, Vacheresse et Vinzier, au sein de la province du Chablais. La nouvelle réforme de 1818 ne modifie pas l'organisation du mandement. En 1837, le mandement d'Abondance augmente d'une commune, Bonnevaux, et la province du Chablais appartient à la nouvelle division administrative d'Annecy.
Au lendemain de l'Annexion de 1860, le duché de Savoie est réunis à la France et retrouve une organisation cantonale, au sein du nouveau département de la Haute-Savoie (créé par décret impérial le 15 juin 1860). Le canton d'Abondance est à nouveau créé reprenant les six communes de l'ancien mandement (Abondance, Bonnevaux ; La Chapelle-d'Abondance ; Châtel ; Chevenoz et Vacheresse). Ce nombre reste inchangé jusqu'à la réforme de 2014 où le canton disparaît au sein du nouveau canton d'Évian-les-Bains.

## Composition
Le canton d'Abondance regroupait les communes suivantes :
| Nom                     | Code Insee | Intercommunalité                   | Superficie (km2) | Population (dernière pop. légale) | Densité (hab./km2) |
| ----------------------- | ---------- | ---------------------------------- | ---------------- | --------------------------------- | ------------------ |
| Abondance (chef-lieu)   | 74001      | CC Pays d'Évian Vallée d'Abondance | 58,84            | 1 343 (2014)                      | 23                 |
| Bonnevaux               | 74041      | CC Pays d'Évian Vallée d'Abondance | 7,82             | 260 (2014)                        | 33                 |
| La Chapelle-d'Abondance | 74058      | CC Pays d'Évian Vallée d'Abondance | 37,85            | 871 (2014)                        | 23                 |
| Châtel                  | 74063      | CC Pays d'Évian Vallée d'Abondance | 32,19            | 1 201 (2014)                      | 37                 |
| Chevenoz                | 74073      | CC Pays d'Évian Vallée d'Abondance | 10,54            | 586 (2014)                        | 56                 |
| Vacheresse              | 74286      | CC Pays d'Évian Vallée d'Abondance | 31,02            | 785 (2014)                        | 25                 |

## Représentation

### Conseillers généraux de 1861 à 2015
| Période | Période          | Identité                       | Étiquette          | Qualité                                                                                                |
| ------- | ---------------- | ------------------------------ | ------------------ | --- |
| 1861    | 1862 (démission) | François-Placide Ramel         | Bonapartiste       | Avocat, adjoint au maire de Thonon                                                                     |
| 1862    | 1871             | Anatole Bartholoni             | Bonapartiste       | Ingénieur, maire de Sciez Député (1860-1869)                                                           |
| 1871    | 1880             | André Boccard                  | Républicain        | Propriétaire à La Chapelle-d'Abondance Adjoint au maire de Thonon                                      |
| 1880    | 1904             | Gaspard Folliet                | Républicain        | Notaire                                                                                                |
| 1904    | 1924 (décès)     | François Maxit                 | Républicain        | Adjoint puis maire de La Chapelle-d'Abondance                                                          |
| 1925    | 1928             | Joseph Crétin                  | Républicain modéré | Hôtelier Adjoint au maire d'Abondance                                                                  |
| 1928    | 1940             | André Chessel                  | Rad.               | Propriétaire-exploitant Conseiller municipal de Bonnevaux                                              |
|         |                  |                                |                    | |
| 1942    | 1945             | François Trincaz               | PSF                | Cultivateur, ancien maire de Bernex Conseiller d'arrondissement Nommé conseiller départemental en 1942 |
|         |                  |                                |                    | |
| 1945    | 1947 (décès)     | Jean Bernex                    | MRP                | Médecin Député (1936-1940) Conseiller municipal de Thonon-les-Bains                                    |
| 1947    | 1955             | Anselme Berthet                | MRP                | Cultivateur Maire d'Abondance (1947-1959)                                                              |
| 1955    | 1992             | François Blanc                 | RI puis UDF-PR     | Conseiller juridique et fiscal Maire d'Abondance (1959-1965)                                           |
| 1992    | 2004             | André Crépy-Banfin (1932-2017) | DVD                | Commerçant Maire de Châtel (1971-2001)                                                                 |
| 2004    | 2015             | Pascal Bel                     | DVD                | Commerçant à Châtel                                                                                    |

### Conseillers d'arrondissement de 1861 à 1940
| Période                                  | Période      | Identité                  | Étiquette                | Qualité |
| ---------------------------------------- | ------------ | ------------------------- | ------------------------ | --- |
| 1871                                     | 1887 (décès) | Jacques Picut (1818-1887) |                          | Notaire à Chevenoz                                                                                          |
|                                          |              |                           |                          | |
| 1937                                     | 1940         | François Trincaz          | Entente républicaine PSF | Cultivateur, ancien maire de Bernex                                                                         |
| 1940                                     |              |                           |                          | Les conseils d'arrondissement ont été suspendus par la loi du 12 octobre 1940 et n'ont jamais été réactivés |
| Les données manquantes sont à compléter. |              |                           |                          | |